# 贺龙中学
贺龙中学，位于山西省吕梁市方山县大武镇大武村，是中华人民共和国山西省文物保护单位之一。
1996年1月12日，授予山西省文物保护单位，是一座古建筑。